# علاقات فلسطين الخارجية
تجرى العلاقات الخارجية لمنظمة التحرير الفلسطينية منذ إنشاء منظمة التحرير الفلسطينية في عام 1964. في نوفمبر 1988، أعلن المجلس الوطني الفلسطيني لمنظمة التحرير الفلسطينية استقلال دولة فلسطين وفي عام 1994 أنشأت منظمة التحرير الفلسطينية السلطة الوطنية الفلسطينية في أعقاب اتفاقات أوسلو. وتضطلع اللجنة التنفيذية لمنظمة التحرير الفلسطينية بمهام حكومه دولة فلسطين. وفي الوقت الراهن، تحتفظ منظمة التحرير الفلسطينية بشبكة من المكاتب في البلدان الأجنبية وتمثل أيضًا السلطة الفلسطينية في الخارج.
ومنذ عام 2011، انصب الجهد الدبلوماسي لمنظمة التحرير الفلسطينية على ما يسمي بحملة فلسطين 194، التي تهدف إلى اكتساب العضوية لدولة فلسطين في الأمم المتحدة. وتسعى إلى الحصول على اعتراف جماعي على نحو فعال بدولة فلسطينية تقوم على حدود 1967، وعاصمتها القدس الشرقية.

## خلفية
أنشئت منظمة التحرير الفلسطينية في عام 1964 كمنظمة شبه عسكرية، وقد سعت إلى القيام بالعلاقات الخارجية مع الدول والمنظمات الدولية منذ ذلك الوقت. في بادئ الأمر، أقامت منظمة التحرير الفلسطينية علاقات مع البلدان العربية والشيوعية. وفي عام 1969 أصبحت منظمة التحرير الفلسطينية عضوًا في منظمة التعاون الإسلامي. وفي أكتوبر 1974، عينت الجامعة العربية منظمة التحرير الفلسطينية «الممثل الشرعي الوحيد للشعب الفلسطيني». وقد اعترفت جميع دول الجامعة العربية بالمكانة الجديدة لمنظمة التحرير الفلسطينية باستثناء الأردن (اعترف الأردن بمكانة منظمة التحرير الفلسطينية في مرحلة لاحقة). وفي 22 نوفمبر 1974، اعترف قرار الجمعية العامة للأمم المتحدة 3236 بحق الشعب الفلسطيني في تقرير المصير والاستقلال الوطني والسيادة في فلسطين. كما اعترف بمنظمة التحرير الفلسطينية بأنها ممثلة للشعب الفلسطيني في الأمم المتحدة. وببموجب القرار 3237 في التاريخ نفسه، منحت منظمة التحرير الفلسطينية مكانة المراقب غير دولة في الأمم المتحدة. وفي سبتمبر 1976، أصبحت منظمة التحرير الفلسطينية عضو غير دولة في الجامعة العربية، وأصبحت في العام نفسه عضوًا في حركه عدم الانحياز.
أعلنت منظمة التحرير الفلسطينية في 15 نوفمبر 1988، دعمًا للانتفاضة الأولى، إنشاء دولة فلسطين، التي اعترف بها العديد من الحكومات الأجنبية، على الرغم من أن البيانات كثيرًا ما كانت ذات طبيعة ملتبسة – تشير في بعض الأحيان إلى منظمة التحرير الفلسطينية أو دولة فلسطين أو أحد يتصرف بالنيابة عن الآخر، أو عامة «فلسطين». قامت العديد من الدول والمنظمات «برفع مستوى» التمثيل من منظمة التحرير الفلسطينية إلى الدولة الجديدة، وإن كانت المكاتب والموظفون والاتصالات التابعة لمنظمة التحرير الفلسطينية لا تزال تستخدم في الممارسة العملية. وفي فبراير 1989 في مجلس الأمن التابع للأمم المتحدة، ادعى ممثل منظمة التحرير الفلسطينية الحصول على اعترافًا من 94 دولة. ومنذ ذلك الحين، وسعت دول إضافية الاعتراف علنًا.
وقد أنشأت منظمة التحرير الفلسطينية السلطة الفلسطينية في عام 1994 عقب اتفاقات أوسلو والاتفاق الإسرائيلي الفلسطيني المؤقت. وقد نقلت الحكومة الإسرائيلية بعض السلطات والمسؤوليات الخاصة بالحكم الذاتي إلى السلطة الفلسطينية السارية في أجزاء من الضفة الغربية وكانت فعالة في قطاع غزة قبل استيلاء حماس عليها. وزير الشؤون الخارجية للسلطة الوطنية الفلسطينية، والذي هو رياض المالكي، منذ يوليو 2007 مسؤول عن العلاقات الخارجية للسلطة الوطنية الفلسطينية. وتحتفظ الدول بعلاقات رسمية مع السلطة الفلسطينية من خلال مكاتب في الأراضي الفلسطينية، ويتم تمثيل السلطة الفلسطينية في الخارج من قبل بعثات منظمة التحرير الفلسطينية التي تمثلها هناك.
وتحتفظ منظمة التحرير الفلسطينية (التي تمثل نفسها ودولة فلسطين أو السلطة الوطنية الفلسطينية) والسلطة الوطنية الفلسطينية الآن بشبكة واسعة من العلاقات الدبلوماسية، وتشارك في العديد من المنظمات الدولية حيث تتمتع بمكانة دولة عضو، مراقب، شريك، أو منتسب. والتسمية «فلسطين» التي اعتمدتها الأمم المتحده في عام 1988 لمنظمة التحرير الفلسطينية، تستخدم حاليًا أيضًا كإشارة إلى السلطة الوطنية الفلسطينية ودولة فلسطين من جانب الدول والمنظمات الدولية، بغض النظر عن مستوي الاعتراف والعلاقات مع أي من هذه الكيانات.

## العلاقات الثنائية

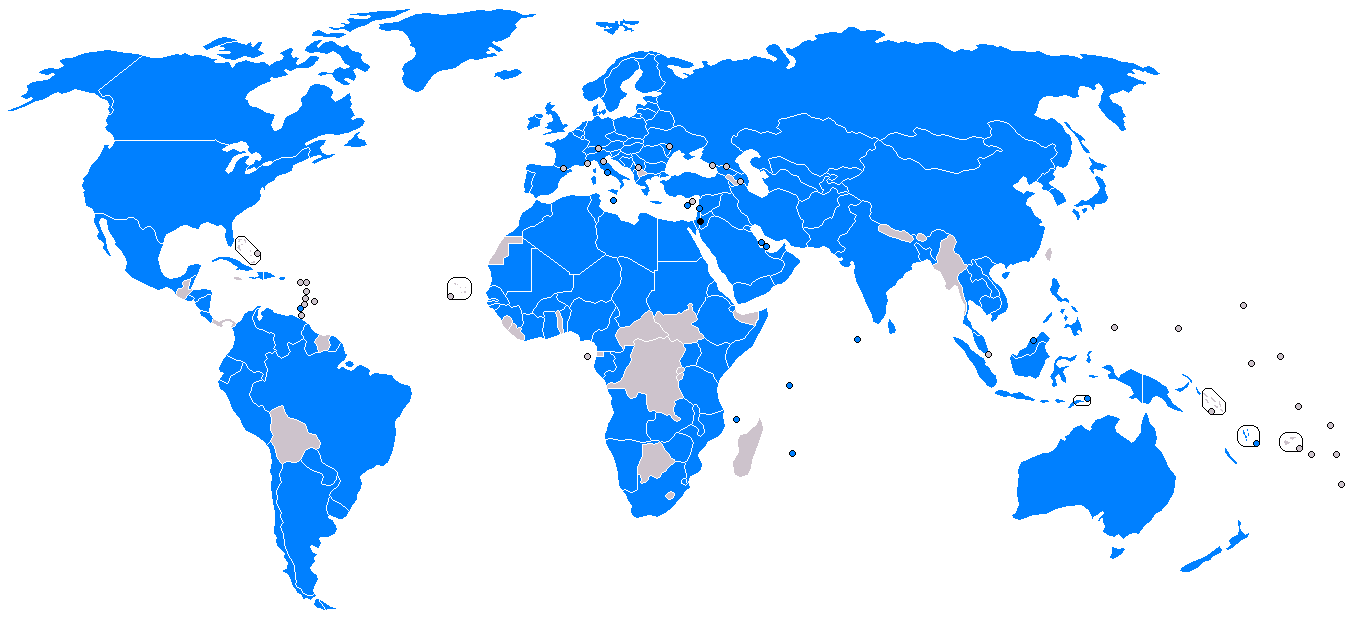
الدول التي لها علاقات دائمة مع منظمة التحرير الفلسطينية والسلطة الفلسطينية.

تحتفظ منظمة التحرير الفلسطينية بشبكة من البعثات والسفارات، وتمثل السلطة الفلسطينية في الخارج. وقد رفعت معظم الدول الـ136 التي اعترفت بدولة فلسطين تمثيل منظمة التحرير الفلسطينية في بلادها لمكانة السفارة. وقد منحت عدد من الدول الأخرى شكلًا من أشكال المركز الدبلوماسي لوفد من منظمة التحرير الفلسطينية، دون الاعتراف الدبلوماسي الكامل. وفي بعض الحالات، منحت هذه الوفود والبعثات، علي سبيل المجاملة، امتيازات دبلوماسية، وكثيرًا ما يشار إليها بوصفها «سفارات» مع وصف رؤسائها ب«سفراء».
في الولايات المتحده، أنشئ مكتب إعلامي غير رسمي لمنظمة التحرير الفلسطينية في نيويورك في عام 1964 وأداره سادات حسن، الذي شغل منصب المندوب الدائم لليمن لدى الأمم المتحدة. وبعد ذلك، سجل مكتب الإعلام الفلسطيني لدى وزارة العدل باعتباره وكيلًا أجنبيًا وتم تشغيله حتى عام 1968 عندما تم إغلاقه. وقد سميت منظمة التحرير الفلسطينية منظمة إرهابية من قبل الولايات المتحده في عام 1987، ولكن صدر في عام 1988 تنازل رئاسي سمح بالاتصال مع المنظمة. وأعيد فتح مكتب لمنظمة التحرير الفلسطينية في عام 1989 بوصفه مركز الشؤون الفلسطينية. وقد افتتح مكتب البعثة التابع لمنظمة التحرير الفلسطينية في واشنطن العاصمة في عام 1994 ومثل منظمه التحرير الفلسطينية في الولايات المتحدة. وفي 20 يوليو 2010، وافقت وزارة خارجية الولايات المتحدة على رفع مستوى مكانة بعثة منظمة التحرير الفلسطينية في الولايات المتحدة إلى «الوفد العام لمنظمة التحرير الفلسطينية».
الدول التي تعترف بدولة فلسطين تعتمد لدى منظمة التحرير الفلسطينية (بوصفها الحكومة في المنفى) سفراء غير مقيمين يقيمون في بلدان ثالثة. وتقوم البعثات أو المكاتب في رام الله و‌غزة بتمثيل البلدان الأجنبية في السلطة الفلسطينية.

### الجدول الأبجدي للعلاقات
إجمالي 148 دولة لديها حاليًا شكلًا من أشكال العلاقات الدبلوماسية مع منظمة التحرير الفلسطينية والسلطة الوطنية الفلسطينية، بالإضافة إلى الاتحاد الأوروبي، ومنظمة فرسان مالطة العسكرية المستقلة.
| الدولة                   | أقيمت العلاقات           | التمثيل الفلسطيني                          | البعثة الأجنبية في فلسطين                                                                                   | ملاحظات                                                                   |
| ------------------------ | ------------------------ | ------------------------------------------ | --- | ------------------------------------------------------------------------- |
| أفغانستان                | نعم[متى؟]                | —                                          | سفارة، غير مقيمة (دمشق)                                                                                     | منظمة التعان الإسلامي                                                     |
| ألبانيا                  | نعم[متى؟]                | سفارة (تيرانا)                             | سفارة، غير مقيمة (القاهرة)[بحاجة لمصدر]                                                                     | منظمة التعاون الإسلامي؛ العلاقات الألبانية الفلسطينية                     |
| الجزائر                  | نعم[متى؟]                | سفارة (الجزائر)                            | سفارة، غير مقيمة (تونس)                                                                                     | الجامعة العربية، منظمة التعاون الإسلامي؛ العلاقات الجزائرية الفلسطينية    |
| أنغولا                   | نعم[متى؟]                | سفارة (لواندا)                             | — | —                                                                         |
| الأرجنتين                | 2009 أو قبل[متى؟]        | سفارة (بوينس آيرس)                         | مكتب (رام الله)                                                                                             | —                                                                         |
| أستراليا                 | 23 أغسطس 2000            | وفد عام (كانبرا)                           | مكتب (رام الله)                                                                                             | —                                                                         |
| النمسا                   | 13 ديسمبر 1978           | بعثة سفير (فيينا)                          | مكتب (رام الله)                                                                                             | الاتحاد الأوروبي                                                          |
| أذربيجان                 | 15 أبريل 1992            | سفارة (باكو)                               | | منظمة التعاون الإسلامي                                                    |
| البحرين                  | 15 يونيو 1974            | سفارة (المنامة)                            | | جامعة الدول العربية، منظمة التعاون الإسلامي                               |
| بنغلاديش                 | 1972                     | سفارة (داكا)                               | سفارة، غير مقيمة (القاهرة)[بحاجة لمصدر]                                                                     | منظمة التعاون الإسلامي                                                    |
| روسيا البيضاء            | نعم[متى؟]                | سفارة (مينسك)                              | سفارة، غير مقيمة (دمشق)[بحاجة لمصدر]                                                                        | —                                                                         |
| بلجيكا                   | نعم[متى؟]                | وفد عام (بروكسل)[بحاجة لمصدر]              | قنصلية عامة (القدس)                                                                                         | الاتحاد الأوروبي                                                          |
| بليز                     | نعم[متى؟]                | وفد خاص، غير مقيم (مدينة مكسيكو)           | — | —                                                                         |
| بنين                     | نعم[متى؟]                |                                            | سفارة، غير مقيمة (لاغوس)                                                                                    | منظمة التعاون الإسلامي                                                    |
| البوسنة والهرسك          | 30 أكتوبر 1992           | سفارة (ساراييفو)                           | سفارة، غير مقيمة (القاهرة)[بحاجة لمصدر]                                                                     | —                                                                         |
| البرازيل                 | 1993 أو قبل[متى؟]        | وفد خاص (برازيليا)                         | مكتب (رام الله)                                                                                             | العلاقات البرازيلية الفلسطينية                                            |
| بروناي                   | 24 مايو 1994             | سفارة، غير مقيمة (كوالالمبور)              | | منظمة التعاون الإسلامي                                                    |
| بلغاريا                  | نعم[متى؟]                | سفارة (صوفيا)                              | مكتب (رام الله)                                                                                             | الاتحاد الأوروبي                                                          |
| بوركينا فاسو             | نعم[متى؟]                | سفارة، غير مقيمة (باماكو)                  | | منظمة التعاون الإسلامي؛ علاقات بوركينا فاسو وفلسطين                       |
| كمبوديا                  | نعم[متى؟]                | سفارة، غير مقيمة (هانوي)                   | | —                                                                         |
| الكاميرون                | نعم[متى؟]                |                                            | | منظمة التعاون الإسلامي                                                    |
| كندا                     | 1993                     | وفد عام (أوتاوا)                           | مكتب (رام الله)                                                                                             | —                                                                         |
| تشاد                     | نعم[متى؟]                | سفارة، غير مقيمة (باماكو)                  | | منظمة التعاون الإسلامي                                                    |
| تشيلي                    | مارس 1990                | سفارة (سانتياغو)                           | مكتب (رام الله)                                                                                             | —                                                                         |
| الصين                    | نعم[متى؟]                | سفارة (بكين)                               | مكتب (رام الله)                                                                                             | العلاقات الصينية الفلسطينية                                               |
| كولومبيا                 | 3 أكتوبر 1988            | بعثة خاصة (بوغوتا)                         | وفد، غير مقيم (القاهرة)                                                                                     | —                                                                         |
| جزر القمر                | نعم[متى؟]                | سفارة، غير مقيمة (جيبوتي)                  | | الجامعة العربية، منظمة التعاون الإسلامي                                   |
| جمهورية الكونغو          | نعم[متى؟]                | سفارة (برازافيل)[بحاجة لمصدر]              | | —                                                                         |
| كوستاريكا                | 5 فبراير 2008            | سفارة، غير مقيمة (نيويورك)                 | | —                                                                         |
| ساحل العاج               | نعم[متى؟]                | سفارة (أبيدجان)                            | | منظمة التعاون الإسلامي                                                    |
| كرواتيا                  | 31 مارس 2011             | —                                          | ممثلية، غير مقيمة (زغرب)                                                                                    | الاتحاد الأوروبي                                                          |
| كوبا                     | نعم[متى؟]                | سفارة (هافانا)                             | سفارة، غير مقيمة (القاهرة)                                                                                  | —                                                                         |
| قبرص                     | نعم[متى؟]                | سفارة (نيقوسيا)                            | مكتب (رام الله)                                                                                             | الاتحاد الأوروبي                                                          |
| جمهورية التشيك           | 1983                     | سفارة (براغ)                               | مكتب (رام الله)                                                                                             | الاتحاد الأوروبي                                                          |
| الدنمارك                 | نعم[متى؟]                | وفد عام (كوبنهاغن)                         | مكتب (رام الله)                                                                                             | الاتحاد الأوروبي; العلاقات الدنماركية الفلسطينية                          |
| جيبوتي                   | نعم[متى؟]                | سفارة (جيبوتي (مدينة))                     | | جامعة الدول العربية، منظمة التعاون الإسلامي                               |
| جمهورية الدومينيكان      | 15 يوليو 2009            | سفارة، غير مقيمة (نيويورك)                 | | —                                                                         |
| تيمور الشرقية            | 1 مارس 2004              | سفارة، غير مقيمة (كانبرا)                  | — | —                                                                         |
| الإكوادور                | 2008 أو قبل[متى؟]        | وفد غير مقيم (ليما)                        | — | —                                                                         |
| مصر                      | نعم[متى؟]                | سفارة (القاهرة)                            | سفارة، غير مقيمة[بحاجة لمصدر] مكتب (رام الله، غزة)[بحاجة لمصدر]                                             | جامعة الدول العربية، منظمة التعاون الإسلامي; العلاقات المصرية الفلسطينية  |
| السلفادور                | 10 مايو 2013             |                                            | |                                                                           |
| إريتريا                  | نعم[متى؟]                | سفارة، غير مقيمة (جيبوتي (مدينة))          | | —                                                                         |
| إستونيا                  | 2004 أو قبل[متى؟]        | مهمة، غير مقيم (هلسنكي)                    | — | الاتحاد الأوروبي                                                          |
| إثيوبيا                  | نعم[متى؟]                | سفارة (أديس أبابا)                         | | —                                                                         |
| الاتحاد الأوروبي         | 1994 أو قبل[متى؟]        | وفد عام (إقليم بروكسل العاصمة)             | مكتب (رام الله)                                                                                             | الاتحاد الأوروبي; علاقات فلسطين والاتحاد الأوروبي                         |
| فنلندا                   | 1982                     | وفد عام (هلسنكي)                           | مكتب (رام الله)[بحاجة لمصدر]                                                                                | الاتحاد الأوروبي                                                          |
| فرنسا                    | نعم[متى؟]                | مهمة السفير (باريس)                        | القنصلية العامة (قائمة البعثات الدبلوماسية في فلسطين)                                                       | الاتحاد الأوروبي                                                          |
| الغابون                  | نعم[متى؟]                | سفارة (ليبرفيل)[بحاجة لمصدر]               | سفارة، غير مقيمة (القاهرة)[بحاجة لمصدر]                                                                     | منظمة التعاون الإسلامي                                                    |
| غامبيا                   | نعم[متى؟]                | سفارة، غير مقيمة (دكار)                    | | منظمة التعاون الإسلامي                                                    |
| جورجيا                   | 25 أبريل 1992            |                                            | | —                                                                         |
| ألمانيا                  | نعم[متى؟]                | مهمة السفير (برلين)                        | مكتب (رام الله)                                                                                             | الاتحاد الأوروبي                                                          |
| غانا                     | نعم[متى؟]                | سفارة (أكرا)                               | سفارة، غير مقيمة (القاهرة)[بحاجة لمصدر]                                                                     | —                                                                         |
| اليونان                  | 1981                     | التمثيل (أثينا)                            | القنصلية العامة (قائمة البعثات الدبلوماسية في فلسطين)[بحاجة لتوضيح]                                         | الاتحاد الأوروبي                                                          |
| غرينادا                  | 27 سبتمبر 2013           |                                            | |                                                                           |
| غينيا                    | نعم[متى؟]                | سفارة، غير مقيمة (دكار)                    | | منظمة التعاون الإسلامي                                                    |
| غينيا بيساو              | نعم[متى؟]                | سفارة، غير مقيمة (دكار)                    | | منظمة التعاون الإسلامي                                                    |
| غيانا                    | نعم[متى؟]                | سفارة، غير مقيمة (هافانا)                  | | منظمة التعاون الإسلامي                                                    |
| هايتي                    | 27 سبتمبر 2013           |                                            | |                                                                           |
| الكرسي الرسولي           | 25 أكتوبر 1994           | التمثيل، غير مقيم (لندن)                   | السفارة الرسولية، غير مقيم (تونس (مدينة)) الوفد الرسولي (قائمة البعثات الدبلوماسية في فلسطين)[بحاجة لتوضيح] | علاقات الكرسي الرسولي وفلسطين                                             |
| هندوراس                  | 4 يونيو 2013             | سفارة، غير مقيمة (ماناغوا)                 | سفارة، غير مقيمة (تل أبيب)                                                                                  | العلاقات الفلسطينية الهندوراسية                                           |
| المجر                    | نعم[متى؟]                | سفارة (بودابست)                            | مكتب (رام الله) القنصلية الفخرية (بيت لحم)                                                                  | الاتحاد الأوروبي                                                          |
| آيسلندا                  | نعم[متى؟]                | سفارة، غير مقيمة (أوسلو)                   | سفارة، غير مقيمة (ريكيافيك)                                                                                 | العلاقات الآيسلندية الفلسطينية                                            |
| الهند                    | 1974                     | سفارة (نيودلهي)                            | مكتب (رام الله)                                                                                             | العلاقات الفلسطينية الهندية                                               |
| إندونيسيا                | 19 أكتوبر 1989           | سفارة (جاكرتا)                             | سفارة، غير مقيمة (عمان (مدينة))                                                                             | منظمة التعاون الإسلامي; العلاقات الإندونيسية الفلسطينية                   |
| إيران                    | 999999999999-99-99-0000  | سفارة (طهران)                              | سفارة، غير مقيمة (دمشق)[بحاجة لمصدر]                                                                        | منظمة التعاون الإسلامي; العلاقات الإيرانية الفلسطينية                     |
| العراق                   | نعم[متى؟]                | سفارة (بغداد)                              | سفارة، غير مقيمة (دمشق)[بحاجة لمصدر]                                                                        | جامعة الدول العربية، منظمة التعاون الإسلامي; العلاقات العراقية الفلسطينية |
| أيرلندا                  | نعم[متى؟]                | مهمة السفير (دبلن)                         | مكتب (رام الله)[بحاجة لمصدر]                                                                                | الاتحاد الأوروبي                                                          |
| إسرائيل                  | 20 أغسطس 1993            | قسم، غير مقيم (غزة)                        | مكتب تنسيق الحكومة في المناطق، غير مقيم (تل أبيب)                                                           | العلاقات الفلسطينية الإسرائيلية                                           |
| إيطاليا                  | 1974[متى؟]               | وفد عام (روما)                             | القنصلية العامة (قائمة البعثات الدبلوماسية في فلسطين)                                                       | الاتحاد الأوروبي                                                          |
| اليابان                  | نعم[متى؟]                | وفد عام (طوكيو)                            | مكتب (رام الله)                                                                                             | —                                                                         |
| الأردن                   | نعم[متى؟]                | سفارة (عمان (مدينة))                       | مكتب (رام الله، غزة)[بحاجة لمصدر]                                                                           | جامعة الدول العربية، منظمة التعاون الإسلامي                               |
| كازاخستان                | 6 أبريل 1992             | سفارة (أستانة)                             | سفارة، غير مقيمة (تل أبيب)                                                                                  | منظمة التعاون الإسلامي                                                    |
| كينيا                    | نعم[متى؟]                | سفارة، غير مقيمة (هراري)                   | | —                                                                         |
| كوريا الشمالية           | نعم[متى؟]                | سفارة (بيونغيانغ)                          | سفارة، غير مقيمة (القاهرة)[بحاجة لمصدر]                                                                     | العلاقات الفلسطينية الكورية الشمالية                                      |
| كوريا الجنوبية           | نعم[متى؟]                | —                                          | مكتب (رام الله)                                                                                             | —                                                                         |
| الكويت                   | نعم[متى؟]                | سفارة (مدينة الكويت)[بحاجة لمصدر]          | | جامعة الدول العربية، منظمة التعاون الإسلامي                               |
| قيرغيزستان               | نوفمبر 1995[بحاجة لمصدر] | سفارة، غير مقيمة (طشقند)                   | | منظمة التعاون الإسلامي                                                    |
| لاوس                     | 15 مايو 1989             | سفارة، غير مقيمة (هانوي)                   | | —                                                                         |
| لاتفيا                   | نعم[متى؟]                | وفد عام غير مقيم (هلسنكي)                  | — | الاتحاد الأوروبي                                                          |
| لبنان                    | نعم[متى؟]                | سفارة (بيروت)                              | سفارة، غير مقيمة (القاهرة)[بحاجة لمصدر]                                                                     | جامعة الدول العربية، منظمة التعاون الإسلامي                               |
| ليبيا                    | نعم[متى؟]                | سفارة (طرابلس)                             | سفارة، غير مقيمة (القاهرة)[بحاجة لمصدر]                                                                     | جامعة الدول العربية، منظمة التعاون الإسلامي                               |
| ليتوانيا                 | نعم[متى؟]                | وفد عام غير مقيم (هلسنكي)                  | — | الاتحاد الأوروبي                                                          |
| لوكسمبورغ                | 2006 أو قبل[متى؟]        | وفد عام غير مقيم (إقليم بروكسل العاصمة)    | — | الاتحاد الأوروبي                                                          |
| مالاوي                   | نعم[متى؟]                | سفارة، غير مقيمة (القاهرة)                 | سفارة، غير مقيمة (هراري)                                                                                    | —                                                                         |
| ماليزيا                  | نعم[متى؟]                | سفارة (كوالالمبور)                         | | منظمة التعاون الإسلامي; العلاقات الفلسطينية الماليزية                     |
| جزر المالديف             | نعم[متى؟]                | سفارة، غير مقيمة (كولمبو)                  | سفارة، غير مقيمة (لندن)                                                                                     | منظمة التعاون الإسلامي                                                    |
| مالي                     | نعم[متى؟]                | سفارة (باماكو)                             | سفارة، غير مقيمة (القاهرة)                                                                                  | منظمة التعاون الإسلامي                                                    |
| مالطا                    | نعم[متى؟]                | سفارة (فاليتا)                             | مكتب (رام الله)                                                                                             | الاتحاد الأوروبي                                                          |
| موريتانيا                | نعم[متى؟]                | سفارة (نواكشوط)                            | | جامعة الدول العربية، منظمة التعاون الإسلامي                               |
| موريشيوس                 | نعم[متى؟]                | سفارة، غير مقيمة (دار السلام (تنزانيا))    | | —                                                                         |
| المكسيك                  | 1975                     | وفد خاص (مدينة مكسيكو)                     | مكتب (رام الله)                                                                                             | العلاقات الفلسطينية المكسيكية                                             |
| مولدوفا                  | 7 يونيو 1994             |                                            | | —                                                                         |
| منغوليا                  | 25 أبريل 1979            |                                            | سفارة، غير مقيمة (القاهرة)[بحاجة لمصدر]                                                                     | —                                                                         |
| الجبل الأسود             | 1 أغسطس 2006             | سفارة، غير مقيمة (بلغراد)                  | | —                                                                         |
| المغرب                   | نعم[متى؟]                | سفارة (الرباط)                             | مكتب (رام الله، غزة)                                                                                        | جامعة الدول العربية، منظمة التعاون الإسلامي                               |
| موزمبيق                  | نعم[متى؟]                | سفارة (مابوتو)                             | | منظمة التعاون الإسلامي                                                    |
| ناميبيا                  | نعم[متى؟]                | سفارة، غير مقيمة (بريتوريا)                | | —                                                                         |
| هولندا                   | نعم[متى؟]                | وفد عام (لاهاي)                            | مكتب (رام الله)[بحاجة لمصدر]                                                                                | الاتحاد الأوروبي                                                          |
| نيوزيلندا                | نعم[متى؟]                | وفد عام غير مقيم (كانبرا)                  | — | —                                                                         |
| نيكاراغوا                | نعم[متى؟]                | سفارة (ماناغوا)                            | سفارة، غير مقيمة (القاهرة)[بحاجة لمصدر]                                                                     | —                                                                         |
| النيجر                   | نعم[متى؟]                | سفارة، غير مقيمة (باماكو)                  | | منظمة التعاون الإسلامي                                                    |
| نيجيريا                  | نعم[متى؟]                | سفارة (أبوجا)                              | سفارة، غير مقيمة (القاهرة)[بحاجة لمصدر]                                                                     | منظمة التعاون الإسلامي                                                    |
| النرويج                  | نعم[متى؟]                | وفد عام (أوسلو)                            | مكتب (رام الله)                                                                                             | —                                                                         |
| عمان                     | نعم[متى؟]                | سفارة (مسقط (عمان))                        | سفارة، غير مقيمة[بحاجة لمصدر] مكتب (غزة)[بحاجة لمصدر]                                                       | جامعة الدول العربية، منظمة التعاون الإسلامي                               |
| باكستان                  | نعم[متى؟]                | سفارة دولة فلسطين لدى باكستان (إسلام آباد) | سفارة، غير مقيمة (دمشق)[بحاجة لمصدر]                                                                        | منظمة التعاون الإسلامي; العلاقات الباكستانية الفلسطينية                   |
| بابوا غينيا الجديدة      | 4 أكتوبر 2004            | سفارة، غير مقيمة (كانبرا)                  | — | —                                                                         |
| باراغواي                 | 25 مارس 2005             | سفارة، غير مقيمة (برازيليا)                | | —                                                                         |
| بيرو                     | 2008 أو قبل[متى؟]        | سفارة (ليما)                               | — | —                                                                         |
| الفلبين                  | سبتمبر 1989              | سفارة، غير مقيمة (كوالالمبور)              | سفارة، غير مقيمة (عمان (مدينة))                                                                             | —                                                                         |
| بولندا                   | نعم[متى؟]                | سفارة (وارسو)                              | مكتب (رام الله)                                                                                             | الاتحاد الأوروبي                                                          |
| البرتغال                 | نعم[متى؟]                | وفد عام (لشبونة)                           | مكتب (رام الله)[بحاجة لمصدر]                                                                                | الاتحاد الأوروبي                                                          |
| قطر                      | نعم[متى؟]                | سفارة (الدوحة)                             | سفارة، غير مقيمة[بحاجة لمصدر] مكتب (غزة)[بحاجة لمصدر]                                                       | جامعة الدول العربية، منظمة التعاون الإسلامي                               |
| رومانيا                  | نعم[متى؟]                | سفارة (بوخارست)                            | مكتب (رام الله)                                                                                             | الاتحاد الأوروبي; العلاقات الرومانية الفلسطينية                           |
| روسيا                    | 1974                     | سفارة (موسكو)                              | مكتب (رام الله)                                                                                             | العلاقات الروسية الفلسطينية                                               |
| سانت لوسيا               | 14 سبتمبر 2015           |                                            | |                                                                           |
| السعودية                 | نعم[متى؟]                | سفارة (الرياض)                             | | جامعة الدول العربية، منظمة التعاون الإسلامي                               |
| السنغال                  | 1 ديسمبر 1981            | سفارة (دكار)                               | | منظمة التعاون الإسلامي                                                    |
| صربيا                    | 1989                     | سفارة (بلغراد)                             | سفارة، غير مقيمة (القاهرة)                                                                                  | العلاقات الصربية الفلسطينية                                               |
| سيشل                     | نعم[متى؟]                | سفارة، غير مقيمة (دار السلام (تنزانيا))    | | —                                                                         |
| سلوفاكيا                 | 1 يناير 1993             | سفارة (براتيسلافا)                         | سفارة، غير مقيمة (دمشق)[بحاجة لمصدر] مكتب، غير مقيم (تل أبيب)                                               | الاتحاد الأوروبي                                                          |
| سلوفينيا                 | نعم[متى؟]                | مهمة دبلوماسية، غير مقيم (فيينا)           | مكتب (رام الله)                                                                                             | الاتحاد الأوروبي                                                          |
| الصومال                  | نعم[متى؟]                | سفارة، غير مقيمة (جيبوتي (مدينة))          | | جامعة الدول العربية، منظمة التعاون الإسلامي                               |
| جنوب أفريقيا             | 15 فبراير 1995           | سفارة (بريتوريا)                           | مكتب (رام الله، غزة)                                                                                        | العلاقات الجنوب أفريقية الفلسطينية                                        |
| فرسان مالطة              | سبتمبر 2011              | [ 224 ]                                    | [ 224 ] | —                                                                         |
| إسبانيا                  | 14 أغسطس 1986[متى؟]      | وفد عام (مدريد)                            | القنصلية العامة (قائمة البعثات الدبلوماسية في فلسطين)                                                       | الاتحاد الأوروبي                                                          |
| سريلانكا                 | نعم[متى؟]                | سفارة (كولمبو)                             | مكتب (رام الله)                                                                                             | —                                                                         |
| السودان                  | نعم[متى؟]                | سفارة (الخرطوم)                            | | جامعة الدول العربية، منظمة التعاون الإسلامي                               |
| سويسرا                   | نعم[متى؟]                | سفارة، غير مقيمة (مابوتو)                  | — | —                                                                         |
| السويد                   | 30 أكتوبر 2014           | سفارة (ستوكهولم)                           | القنصلية العامة (قائمة البعثات الدبلوماسية في فلسطين)                                                       | الاتحاد الأوروبي                                                          |
| سويسرا                   | نعم[متى؟]                | وفد عام (برن)                              | مكتب (رام الله)                                                                                             | —                                                                         |
| سوريا                    | 2006 أو قبل[متى؟]        | سفارة (دمشق)                               | سفارة، غير مقيمة (عمان (مدينة))[بحاجة لمصدر]                                                                | جامعة الدول العربية، منظمة التعاون الإسلامي                               |
| طاجيكستان                | 1994 أو قبل[متى؟]        | سفارة، غير مقيمة (طشقند)                   | | منظمة التعاون الإسلامي                                                    |
| تنزانيا                  | نعم[متى؟]                | سفارة (دار السلام (تنزانيا))               | سفارة، غير مقيمة (القاهرة)                                                                                  | —                                                                         |
| تايلاند                  | 1 أغسطس 2012             | سفارة، غير مقيمة (كوالالمبور)              | سفارة، غير مقيمة (عمان (مدينة))                                                                             | —                                                                         |
| تونس                     | 1994                     | سفارة (تونس (مدينة))                       | مكتب (رام الله)                                                                                             | جامعة الدول العربية، منظمة التعاون الإسلامي                               |
| تركيا                    | 1975                     | سفارة (أنقرة)                              | القنصلية العامة (قائمة البعثات الدبلوماسية في فلسطين)                                                       | منظمة التعاون الإسلامي؛ العلاقات التركية الفلسطينية                       |
| تركمانستان               | 17 أبريل 1992            | سفارة، غير مقيمة (طشقند)                   | | منظمة التعاون الإسلامي                                                    |
| أوغندا                   | 999999999999-99-99-0000  | سفارة (كامبالا)                            | | منظمة التعاون الإسلامي                                                    |
| أوكرانيا                 | نعم[متى؟]                | سفارة (كييف)                               | | —                                                                         |
| الإمارات العربية المتحدة | نعم[متى؟]                | سفارة (أبوظبي)                             | سفارة، غير مقيمة (عمان)                                                                                     | الجامعة العربية، منظمة التعاون الإسلامي؛ العلاقات الإماراتية الفلسطينية   |
| المملكة المتحدة          | نعم[متى؟]                | وفد عام (لندن)                             | مكتب (غزة) القنصلية العامة (قائمة البعثات الدبلوماسية في فلسطين)[بحاجة لتوضيح]                              | الاتحاد الأوروبي؛ العلاقات البريطانية الفلسطينية                          |
| الولايات المتحدة         | نعم[متى؟]                | وفد عام (واشنطن العاصمة)                   | القنصلية العامة (قائمة البعثات الدبلوماسية في فلسطين)                                                       | العلاقات الأمريكية الفلسطينية                                             |
| أوروغواي                 | 20 أبريل 2010            | —                                          | — | —                                                                         |
| أوزبكستان                | 25 سبتمبر 1994           | سفارة (طشقند)                              | | منظمة التعاون الإسلامي                                                    |
| فانواتو                  | 19 أكتوبر 1989           | سفارة، غير مقيمة (كانبرا)                  | | —                                                                         |
| فنزويلا                  | 27 أبريل 2009            | مهمة (كاراكاس)                             | سفارة، غير مقيمة[بحاجة لمصدر] مكتب (رام الله)[بحاجة لمصدر]                                                  | العلاقات الفلسطينية الفنزويلية                                            |
| فيتنام                   | 1968                     | سفارة (هانوي)                              | سفارة، غير مقيمة (القاهرة)[بحاجة لمصدر]                                                                     | العلاقات الفلسطينية الفيتنامية                                            |
| اليمن                    | نعم[متى؟]                | سفارة (صنعاء)                              | سفارة، غير مقيمة (القاهرة)[بحاجة لمصدر]                                                                     | الجامعة العربية، منظمة التعاون الإسلامي                                   |
| زامبيا                   | نعم[متى؟]                | سفارة (لوساكا)                             | | —                                                                         |
| زيمبابوي                 | نعم[متى؟]                | سفارة (هراري)                              | سفارة، غير مقيمة (القاهرة)[بحاجة لمصدر]                                                                     | —                                                                         |

## المشاركة في المنظمات الدولية
دولة فلسطين ممثّلة في مختلف المنظمات الدولية إما بصفتها عضو أو منتسب أو مراقب.
| المنظمة الدولية                                                                                  | الحالة                              | التمثيل                                                   | تاريخ التقديم | تاريخ القبول |
| ------------------------------------------------------------------------------------------------ | ----------------------------------- | --------------------------------------------------------- | ------------- | ------------ |
| العضوية                                                                                          |                                     |                                                           |               |              |
| منظمة التعاون الإسلامي                                                                           | عضو                                 | دولة فلسطين                                               |               | 1969         |
| منظمة الشرطة الجنائية الدولية                                                                    |                                     | دولة فلسطين                                               |               | 2017         |
| المحكمة الجنائية الدولية                                                                         |                                     | دولة فلسطين                                               |               | 2015         |
| حركة عدم الانحياز                                                                                | عضو                                 | Palestine[بحاجة لتوضيح]                                   |               | 1976         |
| جامعة الدول العربية                                                                              | عضو                                 | دولة فلسطين                                               |               | 1976         |
| لجنة الأمم المتحدة الاقتصادية والاجتماعية لغرب آسيا                                              | عضو                                 | منظمة التحرير الفلسطينية (كما في UNGA)                    |               | 1977         |
| الجمعية البرلمانية الأورومتوسطية                                                                 | عضو                                 | المجلس الوطني الفلسطيني (PLO)                             |               | 2003         |
| لجنة التنسيق الدولية لمنظمات حقوق الإنسان                                                        | عضو                                 | Palestinian Independent Commission for Human Rights (PNA) |               | 2004         |
| الاتحاد الدولي لجمعيات الصليب الأحمر والهلال الأحمر والحركة الدولية للصليب الأحمر والهلال الأحمر | عضو                                 | جمعية الهلال الأحمر الفلسطيني (PLO)                       |               | 2006         |
| برلمان البحر الأبيض المتوسط                                                                      | عضو                                 | المجلس الوطني الفلسطيني (PLO)                             |               | 2006         |
| الاتحاد من أجل المتوسط                                                                           | عضو                                 | السلطة الوطنية الفلسطينية                                 |               | 2008         |
| الاتحاد البرلماني الدولي                                                                         | عضو                                 | المجلس الوطني الفلسطيني (PLO)                             | 1995          | 2008         |
| الجمعية البرلمانية الآسيوية                                                                      | عضو                                 | المجلس التشريعي الفلسطيني (PNA)                           |               |              |
| مجموعة ال77                                                                                      | عضو                                 | Palestine[بحاجة لتوضيح]                                   |               |              |
| اتحاد النقابات الدولي                                                                            | عضو                                 | الاتحاد العام لنقابات عمال فلسطين                         |               |              |
| مجلس المطارات الدولي                                                                             | عضو                                 | Palestinian Civil Aviation Authority (PNA)                |               |              |
| تحالف الشمول المالي                                                                              | عضو                                 | سلطة النقد (فلسطين) (PNA)                                 |               | 2010         |
| يونسكو                                                                                           | عضو                                 | دولة فلسطين                                               | 1989          | 2011         |
| رقم الحساب المصرفي الدولي                                                                        | عضو                                 | Palestinian Monetary Authority (PNA)                      |               | 2012         |
| Non-member status                                                                                |                                     |                                                           |               |              |
| الأمم المتحدة                                                                                    | مراقبو الجمعية العامة للأمم المتحدة | دولة فلسطين                                               |               | 1974         |
| منظمة الصحة العالمية                                                                             | مراقب                               | منظمة التحرير الفلسطينية (كما في UNGA)                    |               | 1998         |
| الاتحاد الدولي للاتصالات                                                                         | مراقب                               | منظمة التحرير الفلسطينية (كما في UNGA)                    |               | 1998         |
| منظمة السياحة العالمية                                                                           | مراقب خاص                           | منظمة التحرير الفلسطينية (كما في UNGA)[بحاجة لمصدر]       |               | 1999         |
| المنظمة الدولية للمعايير                                                                         | correspondent                       | Palestine Standards Institution (PNA)                     |               | 2001         |
| المنظمة العالمية للملكية الفكرية                                                                 | مراقب                               | منظمة التحرير الفلسطينية (كما في UNGA)                    | 2005          | 2005         |
| الاتحاد البريدي العالمي                                                                          | المراقبون بصفة خاصة                 | السلطة الوطنية الفلسطينية                                 |               | 2008         |
| معاهدة ميثاق الطاقة                                                                              | مراقب                               | السلطة الوطنية الفلسطينية                                 |               | 2008         |
| اللجنة الكهرتقنية الدولية                                                                        | مشارك منتسب                         | Palestine Standards Institution (PNA)                     |               | 2009         |
| الجمعية البرلمانية لمجلس أوروبا                                                                  | دولة عضو في مجلس أوروبا ‏            | المجلس الوطني الفلسطيني (PLO)                             | 2010          | 2011         |
| رابطة الدول الكاريبية (ACS)                                                                      | مراقب                               |                                                           |               | 2017         |

## جامعة الدول العربية
وفي عام 1964، أسفرت القمة الأولى لجامعة الدول العربية، التي عقدت في القاهرة في يناير/كانون الثاني، عن تفويض بإنشاء كيان فلسطيني. وفي وقت لاحق، في شهر مايو/أيار، تأسست منظمة التحرير الفلسطينية خلال اجتماع للمؤتمر الوطني الفلسطيني في القدس الخاضعة للسيطرة العربية. تمت الموافقة رسميًا على إنشاء المنظمة في القمة الثانية لجامعة الدول العربية، التي عقدت في الإسكندرية في أكتوبر/تشرين الأول. حصلت منظمة التحرير الفلسطينية على العضوية الكاملة في عام 1976. وقد تولت دولة فلسطين مقرها بعد إعلان الاستقلال في عام 1988.

## منظمة التعاون الإسلامي
حصلت منظمة التحرير الفلسطينية على العضوية الكاملة في منظمة المؤتمر الإسلامي (التي تسمى الآن منظمة التعاون الإسلامي ) في عام 1969؛ وحضرت المؤتمر التأسيسي الذي عقد في الرباط في سبتمبر 1969، بصفة مراقب. وقد تولت دولة فلسطين مقرها بعد إعلان استقلالها في عام 1988. وهي أيضًا عضو في البنك الإسلامي للتنمية، وهي مؤسسة مالية دولية للدول الأعضاء في منظمة التعاون الإسلامي.

## الوضع في الأمم المتحدة

أرسل المجلس الوطني الفلسطيني إخطاراً رسمياً إلى الأمين العام للأمم المتحدة بشأن إنشاء منظمة التحرير الفلسطينية في مايو/أيار 1964. وفي العام التالي، في شهر أكتوبر/تشرين الأول، طلبت بعض الدول العربية السماح لوفد منظمة التحرير الفلسطينية بحضور اجتماعات اللجنة السياسية الخاصة، وتقرر أن تتمكن هذه الدول من تقديم بيان، دون أن يعني ذلك الاعتراف. وكانت مشاركة منظمة التحرير الفلسطينية في مناقشات اللجنة تتم في إطار بند جدول أعمال وكالة الأمم المتحدة لإغاثة وتشغيل اللاجئين الفلسطينيين في الشرق الأدنى (الأونروا) من عام 1963 إلى عام 1973.
حصلت منظمة التحرير الفلسطينية على صفة مراقب في الجمعية العامة للأمم المتحدة في عام 1974 بموجب قرار الجمعية العامة رقم 3237. وفي التجمعات الإقليمية للجمعية العامة للأمم المتحدة، حصلت منظمة التحرير الفلسطينية على العضوية الكاملة في مجموعة الدول الآسيوية في 2 أبريل/نيسان 1986. اعترافًا بإعلان دولة فلسطين، أعادت الأمم المتحدة تسمية هذا المراقب ليُشار إليه باسم "فلسطين" في عام 1988 (قرار الجمعية العامة 43/177) وأكدت "الحاجة إلى تمكين الشعب الفلسطيني من ممارسة سيادته على أراضيه المحتلة منذ عام 1967 ". وفي يوليو/تموز 1998، اعتمدت الجمعية العامة قراراً جديداً (52/250) يمنح فلسطين حقوقاً وامتيازات إضافية، بما في ذلك الحق في المشاركة في المناقشة العامة التي تعقد في بداية كل دورة من دورات الجمعية العامة، وحق الرد، والحق في المشاركة في رعاية القرارات، والحق في إثارة نقاط النظام بشأن القضايا الفلسطينية وقضايا الشرق الأوسط. بموجب هذا القرار، "يُرتب مقعد فلسطين مباشرةً بعد الدول غير الأعضاء وقبل المراقبين الآخرين". اعتُمد هذا القرار بأغلبية ١٢٤ صوتًا مؤيدًا، و٤ أصوات معارضة (إسرائيل، جزر مارشال، ولايات ميكرونيسيا المتحدة، الولايات المتحدة)، وامتناع ١٠ أعضاء عن التصويت.
منذ عام 2011، تركزت الدبلوماسية الفلسطينية حول حملة فلسطين 194، التي تهدف إلى الحصول على عضوية دولة فلسطين في الأمم المتحدة في دورتها السادسة والستين في سبتمبر/أيلول 2011. وتهدف هذه الخطة إلى الحصول بشكل فعال على اعتراف جماعي بدولة فلسطينية على أساس الحدود قبل حرب الأيام الستة، وعاصمتها القدس الشرقية. في سبتمبر 2012، قدمت منظمة التحرير الفلسطينية مشروع قرار يمنح فلسطين صفة دولة مراقب غير عضو، والذي وافقت عليه الجمعية العامة في 29 نوفمبر 2012. ووصفت صحيفة الإندبندنت هذا التغيير في الوضع بأنه " اعتراف فعلي بالدولة الفلسطينية ذات السيادة".
وكان التصويت بمثابة نقطة تحول تاريخية بالنسبة لدولة فلسطين ذات السيادة ومواطنيها، في حين كان بمثابة انتكاسة دبلوماسية لإسرائيل والولايات المتحدة. إن الحصول على وضع دولة مراقب في الأمم المتحدة سيسمح لدولة فلسطين بالانضمام إلى المعاهدات والوكالات المتخصصة التابعة للأمم المتحدة، مثل منظمة الطيران المدني الدولي، ومعاهدة قانون البحار والمحكمة الجنائية الدولية. ويسمح لفلسطين بالمطالبة بالحقوق القانونية على مياهها الإقليمية ومجالها الجوي كدولة ذات سيادة معترف بها من قبل الأمم المتحدة. كما يمنح هذا القرار مواطني فلسطين الحق في رفع دعاوى قضائية من أجل السيطرة على أراضيهم في محكمة العدل الدولية، والحق القانوني في توجيه اتهامات بارتكاب جرائم حرب، وخاصة تلك المتعلقة بالاحتلال الإسرائيلي غير القانوني لدولة فلسطين، ضد إسرائيل في المحكمة الجنائية الدولية.
بعد أن حصلت فلسطين على صفة مراقب في الأمم المتحدة، سمحت الأمم المتحدة لمنظمة التحرير الفلسطينية بتسمية مكتبها التمثيلي لدى الأمم المتحدة باسم "بعثة المراقبة الدائمة لدولة فلسطين لدى الأمم المتحدة"، وأعادت فلسطين تسمية اسمها وفقًا لذلك على الطوابع البريدية والوثائق الرسمية وجوازات السفر، في حين أصدرت تعليمات لدبلوماسييها بتمثيل " دولة فلسطين " رسميًا، بدلاً من " السلطة الوطنية الفلسطينية ". بالإضافة إلى ذلك، في 17 ديسمبر/كانون الأول 2012، قرر رئيس البروتوكول في الأمم المتحدة يوتشيول يون أن "الأمانة العامة يجب أن تستخدم تسمية 'دولة فلسطين' في جميع الوثائق الرسمية للأمم المتحدة"، وبالتالي الاعتراف بدولة فلسطين التي أعلنتها منظمة التحرير الفلسطينية باعتبارها ذات سيادة على أراضي فلسطين ومواطنيها بموجب القانون الدولي.

## المحكمة الجنائية الدولية
في 13 يونيو/حزيران 2014، أصبحت دولة فلسطين طرفاً في المحكمة الجنائية الدولية، ومقرها لاهاي ؛ وانضمت دولة فلسطين إلى نظام روما الأساسي في 2 يناير/كانون الثاني 2015.
قبل تصويت الجمعية العامة للأمم المتحدة في سبتمبر/أيلول 2012، حاولت السلطة الفلسطينية أن تصبح طرفاً في نظام روما وبالتالي الاعتراف باختصاص المحكمة الجنائية الدولية في عام 2009 ومرة أخرى في أبريل/نيسان 2012. وبحسب صحيفة جيروزالم بوست، "لو أن المحكمة الجنائية الدولية قبلت اعتراف السلطة الفلسطينية باختصاصها القضائي، فإنها كانت ستقبل ضمناً أيضاً قيام دولتها".

## اللجنة الدولية للصليب الأحمر والهلال الأحمر
وفي يونيو/حزيران 2006، اتخذ المؤتمر الدولي التاسع والعشرون للصليب الأحمر والهلال الأحمر قراراً بقبول جمعية الهلال الأحمر الفلسطيني كعضو كامل العضوية في الاتحاد الدولي لجمعيات الصليب الأحمر والهلال الأحمر.

## اتفاقيات جنيف
أصبحت دولة فلسطين عضواً كامل العضوية في اتفاقيات جنيف منذ 2 نيسان/أبريل 2014.
في عام 1989، وبعد عام واحد فقط من إعلان دولة فلسطين، حاولت منظمة التحرير الفلسطينية الانضمام إلى اتفاقيات جنيف في عام 1989، ولكن سويسرا، بصفتها الدولة الوديعة، صرحت بأنه نظرًا لعدم تسوية مسألة الدولة الفلسطينية داخل المجتمع الدولي، فإنها غير قادرة على الاعتراف بفلسطين كـ "قوة" يمكنها الانضمام إلى الاتفاقيات.

## الاتحاد الدولي لكرة القدم (FIFA)، واللجنة الأولمبية الدولية (IOC)، واللجنة البارالمبية الدولية (IPC)
دولة فلسطين عضو كامل العضوية في اللجنة الأولمبية الدولية، واللجنة البارالمبية الدولية، والاتحاد الدولي لكرة القدم.

## الوكالة الدولية للطاقة الذرية
في 28 سبتمبر/أيلول 2023، وافقت أغلبية الدول الأعضاء في الوكالة الدولية للطاقة الذرية على اقتراح الاعتراف بدولة فلسطين، بهذا الاسم، كدولة مراقبة لدى الوكالة. 

## منظمة الصحة العالمية (WHO)
وتتمتع منظمة التحرير الفلسطينية حالياً بصفة مراقب في منظمة الصحة العالمية. وكانت فلسطين قد تقدمت بطلب العضوية الكاملة في عام 1989، عندما أبلغت الولايات المتحدة، التي كانت تقدم ربع تمويل منظمة الصحة العالمية في ذلك الوقت، المنظمة بأن تمويلها سوف يُحجب إذا تم قبول فلسطين كدولة عضو. ووصف ياسر عرفات البيان الأميركي بأنه "ابتزاز". وطلب المدير العام لمنظمة الصحة العالمية من منظمة التحرير الفلسطينية سحب طلبها. وبعد ذلك صوتت منظمة الصحة العالمية على تأجيل النظر في الطلب ولم يتم اتخاذ أي قرار بشأنه حتى الآن. يكتب جون كويجلي أن جهود فلسطين للحصول على العضوية في العديد من المنظمات الدولية المرتبطة بالأمم المتحدة أحبطت بسبب التهديدات الأمريكية بوقف التمويل عن أي منظمة تقبل فلسطين. في 31 أكتوبر/تشرين الأول 2011، وبعد قبول فلسطين في اليونسكو، أعلن وزير الصحة فتحي أبو مغلي أن السلطة الوطنية الفلسطينية سوف تسعى بعد ذلك إلى عضوية منظمة الصحة العالمية؛ ومع ذلك، وبعد التقارير التي تفيد بأن ذلك من شأنه أن يؤدي إلى وقف تمويل المنظمة بأكملها من قبل الولايات المتحدة - كما فعلت الولايات المتحدة لليونسكو بعد قبول فلسطين - أعلنت الحكومة الفلسطينية أنها لن تسعى إلى عضوية منظمة الصحة العالمية في ذلك الوقت. اعتبارًا من عام 2023، لا تزال منظمة الصحة العالمية تشير إلى الأراضي التي تطالب بها دولة فلسطين - الضفة الغربية وغزة - باسم " الأرض الفلسطينية المحتلة ".

## منظمة التجارة العالمية
في عام 2022، سُمح لدولة فلسطين بالمشاركة، كدولة مراقبة وتحت اسم "فلسطين"، في المؤتمر الوزاري الثاني عشر لمنظمة التجارة العالمية، الذي عُقد في جنيف، سويسرا.

## المعاهدات والاتفاقيات الدولية
تشارك منظمة التحرير الفلسطينية ممَثلةً للسلطة الوطنية الفلسطينية في الاتفاقيات التجارية التالية:
| المعاهدة\الاتفاقية                                                                 | التوقيع    | المصادقة   |
| ---------------------------------------------------------------------------------- | ---------- | ---------- |
| اتحاد جمركي مع إسرائيل                                                             |            | 1994       |
| اتفاقية تجارة حرة مع الاتحاد الأوروبي                                              | 1997-02-24 | 1997-07-01 |
| اتفاقية تجارة حرة مع رابطة التجارة الحرة الأوروبية                                 | 1998-11-30 | 1999-07-01 |
| معاهدة الاستثمار الثنائية مع مصر                                                   | 1998-04-28 | 1999-06-19 |
| اتفاقية تجارة حرة مع تركيا                                                         | 2004-07-20 | 2005-06-01 |
| مجلس الوحدة الاقتصادية العربية التابع لمجلس الوحدة الاقتصادية العربية              | [متى؟]     | [متى؟]     |
| اتفاقية تجارة حرة مع ميركوسور (الأرجنتين، البرازيل، باراغواي، الأوروغواي، فنزويلا) | 2011-12-21 |            |
| اتفاقية تجارة حرة مع الأردن                                                        | 2012-10-07 |            |

تعمل منظمة التحرير الفلسطينية والسلطة الوطنية الفلسطينية بشكل] مشترك  accepted as party to the international agreements in the المشرق العربي:
| الاتفاقية أو المعاهدة   | التوقيع    | المصادقة   |
| ----------------------- | ---------- | ---------- |
| حول الطرق               | 2001-05-10 | 2006-11-28 |
| حول خطوط السكك الحديدية | 2003-04-14 | 2006-11-28 |
| حول النقل البحري        | —          | 2005-05-09 |